# Monika Cassens

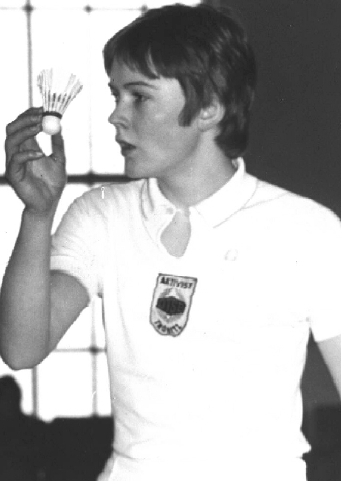
Monika Cassens (hier noch Monika Thiere) 1970

Monika Cassens (* 28. Februar 1953 in Prestewitz als Monika Thiere) ist eine ehemalige deutsche Badmintonspielerin.

## Karriere
In Tröbitz erlernte sie das Badminton-Spiel in der BSG Aktivist Tröbitz. Für diesen Verein errang sie auch erste nationale und internationale Lorbeeren, unter anderem neun Nachwuchstitel, drei DDR-Mannschaftstitel, zwölf Titel in den Einzeldisziplinen und den dritten Platz bei der Badminton-Junioreneuropameisterschaft 1971 in Gottwaldov.
Nach ihrer Heirat im Sommer 1974 mit dem Badmintonspieler Claus Cassens wechselte sie vor der Saison 1974/1975 zur SG Gittersee, von wo sie im Frühjahr 1977 zum Leistungszentrum HSG Lok HfV Dresden delegiert wurde.
Insgesamt erkämpfte sie sich von 1968 bis 1990 45 Titel (17 × Einzel, 16 × Doppel, 9 × Mixed, 3 × Mannschaft) in der DDR im Erwachsenenbereich.
Nach der Wende spielte sie in der Badminton-Bundesliga. Monika Cassens gewann 102 internationale Turniere.
Nach dem Ende ihrer sportlichen Karriere zog Monika Cassens von Dresden zurück nach Tröbitz, wo sie seit dem lebt.

## Internationale Titel
| Saison | Veranstaltung                                     | Disziplin   | Sieger                                                                              |
| ------ | ------------------------------------------------- | ----------- | ----------------------------------------------------------------------------------- |
| 1970   | Hungarian International                           | Dameneinzel | Monika Cassens (Aktivist Tröbitz)                                                   |
| 1970   | Hungarian International                           | Damendoppel | Monika Cassens / Christine Zierath (Aktivist Tröbitz / Einheit Greifswald)          |
| 1971   | Austrian International                            | Dameneinzel | Monika Thiere (Aktivist Tröbitz)                                                    |
| 1972   | Czechoslovakian International                     | Damendoppel | Monika Thiere / Angela Michalowski (Aktivist Tröbitz / Einheit Greifswald)          |
| 1972   | Czechoslovakian International                     | Dameneinzel | Monika Thiere (Aktivist Tröbitz)                                                    |
| 1972   | Czechoslovakian International                     | Mixed       | Roland Riese / Monika Thiere (Aktivist Tröbitz)                                     |
| 1973   | Czechoslovakian International                     | Dameneinzel | Monika Thiere (Aktivist Tröbitz)                                                    |
| 1973   | Czechoslovakian International                     | Damendoppel | Monika Thiere / Angela Michalowski (Fortschritt Tröbitz / Einheit Greifswald)       |
| 1973   | Internationales Werner-Seelenbinder-Gedenkturnier | Dameneinzel | Monika Thiere (Fortschritt Tröbitz)                                                 |
| 1973   | Internationales Werner-Seelenbinder-Gedenkturnier | Damendoppel | Monika Thiere / Angela Michalowski (Fortschritt Tröbitz / Einheit Greifswald)       |
| 1974   | Hungarian International                           | Mixed       | Joachim Schimpke / Monika Cassens (SG Gittersee)                                    |
| 1974   | Hungarian International                           | Dameneinzel | Monika Cassens (SG Gittersee)                                                       |
| 1974   | Hungarian International                           | Damendoppel | Monika Cassens / Christine Zierath (SG Gittersee / Einheit Greifswald)              |
| 1974   | Czechoslovakian International                     | Dameneinzel | Monika Cassens (SG Gittersee)                                                       |
| 1974   | Czechoslovakian International                     | Damendoppel | Monika Cassens / Astrit Schreiber (SG Gittersee / Fortschritt Hohenstein-Ernstthal) |
| 1974   | Internationales Werner-Seelenbinder-Gedenkturnier | Dameneinzel | Monika Cassens (SG Gittersee)                                                       |
| 1974   | Internationales Werner-Seelenbinder-Gedenkturnier | Damendoppel | Monika Cassens / Astrit Schreiber (SG Gittersee / Fortschritt Hohenstein-Ernstthal) |
| 1975   | Polish International                              | Mixed       | Edgar Michalowski / Monika Cassens (Einheit Greifswald / SG Gittersee)              |
| 1975   | Polish International                              | Damendoppel | Monika Cassens / Angela Michalowski (SG Gittersee / Einheit Greifswald)             |
| 1975   | Polish International                              | Dameneinzel | Monika Cassens (SG Gittersee)                                                       |
| 1975   | Czechoslovakian International                     | Mixed       | Edgar Michalowski / Monika Cassens (Einheit Greifswald / SG Gittersee)              |
| 1975   | Czechoslovakian International                     | Damendoppel | Monika Cassens / Angela Michalowski (SG Gittersee / Einheit Greifswald)             |
| 1975   | Czechoslovakian International                     | Dameneinzel | Monika Cassens (SG Gittersee)                                                       |
| 1975   | Internationales Werner-Seelenbinder-Gedenkturnier | Mixed       | Edgar Michalowski / Monika Cassens (Einheit Greifswald / SG Gittersee)              |
| 1975   | Internationales Werner-Seelenbinder-Gedenkturnier | Dameneinzel | Monika Cassens (SG Gittersee)                                                       |
| 1975   | Internationales Werner-Seelenbinder-Gedenkturnier | Damendoppel | Monika Cassens / Christel Sommer (SG Gittersee / HSG DHfK Leipzig)                  |
| 1976   | Hungarian International                           | Dameneinzel | Monika Cassens (SG Gittersee)                                                       |
| 1976   | Hungarian International                           | Mixed       | Edgar Michalowski / Monika Cassens (Einheit Greifswald / SG Gittersee)              |
| 1976   | Czechoslovakian International                     | Damendoppel | Monika Cassens / Angela Michalowski (SG Gittersee / Einheit Greifswald)             |
| 1976   | Hungarian International                           | Damendoppel | Monika Cassens / Angela Michalowski (SG Gittersee / Einheit Greifswald)             |
| 1976   | Polish Open                                       | Damendoppel | Monika Cassens / Angela Michalowski (SG Gittersee / Einheit Greifswald)             |
| 1976   | Polish Open                                       | Dameneinzel | Monika Cassens (SG Gittersee)                                                       |
| 1976   | Internationales Werner-Seelenbinder-Gedenkturnier | Damendoppel | Monika Cassens / Angela Michalowski (SG Gittersee / Einheit Greifswald)             |
| 1976   | Internationales Werner-Seelenbinder-Gedenkturnier | Mixed       | Edgar Michalowski / Monika Cassens (Einheit Greifswald / SG Gittersee)              |
| 1976   | Internationales Werner-Seelenbinder-Gedenkturnier | Dameneinzel | Monika Cassens (SG Gittersee)                                                       |
| 1977   | Polish Open                                       | Mixed       | Edgar Michalowski / Monika Cassens (Einheit Greifswald / HSG Lok HfV Dresden)       |
| 1977   | Polish Open                                       | Damendoppel | Monika Cassens / Angela Michalowski (HSG Lok HfV Dresden / Einheit Greifswald)      |
| 1977   | Polish Open                                       | Dameneinzel | Monika Cassens (HSG Lok HfV Dresden)                                                |
| 1977   | Czechoslovakian International                     | Damendoppel | Monika Cassens / Angela Michalowski (HSG Lok HfV Dresden / Einheit Greifswald)      |
| 1977   | Internationales Werner-Seelenbinder-Gedenkturnier | Damendoppel | Monika Cassens / Angela Michalowski (HSG Lok HfV Dresden / Einheit Greifswald)      |
| 1977   | Internationales Werner-Seelenbinder-Gedenkturnier | Mixed       | Edgar Michalowski / Monika Cassens (Einheit Greifswald / HSG Lok HfV Dresden)       |
| 1977   | Internationales Werner-Seelenbinder-Gedenkturnier | Dameneinzel | Monika Cassens (HSG Lok HfV Dresden)                                                |
| 1978   | Polish Open                                       | Damendoppel | Monika Cassens / Christine Ober (HSG Lok HfV Dresden / Fortschritt Tröbitz)         |
| 1978   | Czechoslovakian International                     | Dameneinzel | Monika Cassens (HSG Lok HfV Dresden)                                                |
| 1978   | Polish Open                                       | Dameneinzel | Monika Cassens (HSG Lok HfV Dresden)                                                |
| 1978   | Polish Open                                       | Mixed       | Edgar Michalowski / Monika Cassens (Einheit Greifswald / HSG Lok HfV Dresden)       |
| 1978   | USSR International                                | Damendoppel | Monika Cassens / Angela Michalowski (HSG Lok HfV Dresden / Einheit Greifswald)      |
| 1978   | USSR International                                | Dameneinzel | Monika Cassens (HSG Lok HfV Dresden)                                                |
| 1978   | Czechoslovakian International                     | Damendoppel | Monika Cassens / Angela Michalowski (HSG Lok HfV Dresden / Einheit Greifswald)      |
| 1978   | Hungarian International                           | Mixed       | Edgar Michalowski / Monika Cassens (Einheit Greifswald / HSG Lok HfV Dresden)       |
| 1978   | Hungarian International                           | Dameneinzel | Monika Cassens (HSG Lok HfV Dresden)                                                |
| 1978   | Hungarian International                           | Damendoppel | Monika Cassens / Angela Michalowski (HSG Lok HfV Dresden / Einheit Greifswald)      |
| 1978   | Internationales Werner-Seelenbinder-Gedenkturnier | Damendoppel | Monika Cassens / Angela Michalowski (HSG Lok HfV Dresden / Einheit Greifswald)      |
| 1978   | Internationales Werner-Seelenbinder-Gedenkturnier | Dameneinzel | Monika Cassens (HSG Lok HfV Dresden)                                                |
| 1979   | Polish Open                                       | Mixed       | Edgar Michalowski / Monika Cassens (Einheit Greifswald / HSG Lok HfV Dresden)       |
| 1979   | USSR International                                | Damendoppel | Monika Cassens / Angela Michalowski (HSG Lok HfV Dresden / Einheit Greifswald)      |
| 1979   | Polish Open                                       | Damendoppel | Monika Cassens / Angela Michalowski (HSG Lok HfV Dresden / Einheit Greifswald)      |
| 1979   | Hungarian International                           | Damendoppel | Monika Cassens / Angela Michalowski (HSG Lok HfV Dresden / Einheit Greifswald)      |
| 1979   | Polish Open                                       | Dameneinzel | Monika Cassens (HSG Lok HfV Dresden)                                                |
| 1980   | Polish Open                                       | Dameneinzel | Monika Cassens (HSG Lok HfV Dresden)                                                |
| 1980   | Polish Open                                       | Damendoppel | Monika Cassens / Ilona Michalowsky (HSG Lok HfV Dresden / Einheit Greifswald)       |
| 1980   | Hungarian International                           | Damendoppel | Monika Cassens / Ilona Michalowsky (HSG Lok HfV Dresden / Einheit Greifswald)       |
| 1980   | Polish Open                                       | Mixed       | Edgar Michalowski / Monika Cassens (Einheit Greifswald / HSG Lok HfV Dresden)       |
| 1980   | Hungarian International                           | Mixed       | Edgar Michalowski / Monika Cassens (Einheit Greifswald / HSG Lok HfV Dresden)       |
| 1980   | Czechoslovakian International                     | Mixed       | Edgar Michalowski / Monika Cassens (Einheit Greifswald / HSG Lok HfV Dresden)       |
| 1980   | Internationales Werner-Seelenbinder-Gedenkturnier | Mixed       | Edgar Michalowski / Monika Cassens (Einheit Greifswald / HSG Lok HfV Dresden)       |
| 1980   | Internationales Werner-Seelenbinder-Gedenkturnier | Dameneinzel | Monika Cassens (HSG Lok HfV Dresden)                                                |
| 1980   | Internationales Werner-Seelenbinder-Gedenkturnier | Damendoppel | Monika Cassens / Ilona Michalowsky (HSG Lok HfV Dresden / Einheit Greifswald)       |
| 1981   | Czechoslovakian International                     | Mixed       | Edgar Michalowski / Monika Cassens (Einheit Greifswald / HSG Lok HfV Dresden)       |
| 1981   | Internationales Werner-Seelenbinder-Gedenkturnier | Damendoppel | Monika Cassens / Ilona Michalowsky (HSG Lok HfV Dresden / Einheit Greifswald)       |
| 1981   | Internationales Werner-Seelenbinder-Gedenkturnier | Dameneinzel | Monika Cassens (HSG Lok HfV Dresden)                                                |
| 1981   | Internationales Werner-Seelenbinder-Gedenkturnier | Mixed       | Edgar Michalowski / Monika Cassens (Einheit Greifswald / HSG Lok HfV Dresden)       |
| 1982   | Polish Open                                       | Mixed       | Erfried Michalowsky / Monika Cassens (Einheit Greifswald / HSG Lok HfV Dresden)     |
| 1982   | Hungarian International                           | Dameneinzel | Monika Cassens (HSG Lok HfV Dresden)                                                |
| 1982   | Hungarian International                           | Mixed       | Edgar Michalowski / Monika Cassens (Einheit Greifswald / HSG Lok HfV Dresden)       |
| 1983   | Czechoslovakian International                     | Dameneinzel | Monika Cassens (HSG Lok HfV Dresden)                                                |
| 1983   | Hungarian International                           | Damendoppel | Monika Cassens / Petra Michalowsky (HSG Lok HfV Dresden / Einheit Greifswald)       |
| 1983   | Czechoslovakian International                     | Damendoppel | Monika Cassens / Petra Michalowsky (HSG Lok HfV Dresden / Einheit Greifswald)       |
| 1983   | Czechoslovakian International                     | Mixed       | Erfried Michalowsky / Monika Cassens (Einheit Greifswald / HSG Lok HfV Dresden)     |
| 1983   | Internationales Werner-Seelenbinder-Gedenkturnier | Damendoppel | Monika Cassens / Petra Michalowsky (HSG Lok HfV Dresden / Einheit Greifswald)       |
| 1983   | Internationales Werner-Seelenbinder-Gedenkturnier | Dameneinzel | Monika Cassens (HSG Lok HfV Dresden)                                                |
| 1984   | Hungarian International                           | Dameneinzel | Monika Cassens (HSG Lok HfV Dresden)                                                |
| 1984   | Internationales Werner-Seelenbinder-Gedenkturnier | Damendoppel | Monika Cassens / Petra Michalowsky (HSG Lok HfV Dresden / Einheit Greifswald)       |
| 1985   | Bulgarian International                           | Mixed       | Thomas Mundt / Monika Cassens (Einheit Greifswald / HSG Lok HfV Dresden)            |
| 1985   | Bulgarian International                           | Dameneinzel | Monika Cassens (HSG Lok HfV Dresden)                                                |
| 1985   | Bulgarian International                           | Damendoppel | Monika Cassens / Kerstin Bohn (HSG Lok HfV Dresden / Einheit Greifswald)            |
| 1985   | Internationales Werner-Seelenbinder-Gedenkturnier | Damendoppel | Monika Cassens / Petra Michalowsky (HSG Lok HfV Dresden / Einheit Greifswald)       |
| 1985   | Internationales Werner-Seelenbinder-Gedenkturnier | Mixed       | Thomas Mundt / Monika Cassens (Einheit Greifswald / HSG Lok HfV Dresden)            |
| 1986   | Bulgarian International                           | Mixed       | Thomas Mundt / Monika Cassens (Einheit Greifswald / HSG Lok HfV Dresden)            |
| 1986   | Internationales Werner-Seelenbinder-Gedenkturnier | Mixed       | Thomas Mundt / Monika Cassens (Einheit Greifswald / HSG Lok HfV Dresden)            |
| 1987   | Bulgarian International                           | Dameneinzel | Monika Cassens (HSG Lok HfV Dresden)                                                |
| 1987   | Czechoslovakian International                     | Damendoppel | Monika Cassens / Petra Michalowsky (HSG Lok HfV Dresden / Einheit Greifswald)       |
| 1987   | Czechoslovakian International                     | Mixed       | Thomas Mundt / Monika Cassens (Einheit Greifswald / HSG Lok HfV Dresden)            |
| 1987   | Bulgarian International                           | Damendoppel | Monika Cassens / Angela Michalowski (HSG Lok HfV Dresden / Einheit Greifswald)      |
| 1987   | Internationales Werner-Seelenbinder-Gedenkturnier | Damendoppel | Monika Cassens / Petra Michalowsky (HSG Lok HfV Dresden / Einheit Greifswald)       |
| 1987   | Internationales Werner-Seelenbinder-Gedenkturnier | Mixed       | Thomas Mundt / Monika Cassens (Einheit Greifswald / HSG Lok HfV Dresden)            |
| 1988   | Czechoslovakian International                     | Damendoppel | Monika Cassens / Petra Michalowsky (HSG Lok HfV Dresden / Einheit Greifswald)       |
| 1988   | Ungarn: Internationale Meisterschaften            | Damendoppel | Monika Cassens / Petra Michalowsky (HSG Lok HfV Dresden / Einheit Greifswald)       |
| 1988   | Internationales Werner-Seelenbinder-Gedenkturnier | Damendoppel | Monika Cassens / Petra Michalowsky (HSG Lok HfV Dresden / Einheit Greifswald)       |
| 1989   | Internationales Werner-Seelenbinder-Gedenkturnier | Damendoppel | Monika Cassens / Petra Michalowsky (HSG Lok HfV Dresden / Einheit Greifswald)       |
| 1990   | Schweiz: Internationale Meisterschaften           | Damendoppel | Monika Cassens / Petra Michalowsky (HSG Lok HfV Dresden / Einheit Greifswald)       |
| 1990   | Malta International                               | Damendoppel | Monika Cassens / Petra Michalowsky (HSG Lok HfV Dresden / Einheit Greifswald)       |

## Nationale Titel
| Saison    | Veranstaltung                       | Disziplin   | Sieger |
| --------- | ----------------------------------- | ----------- | --- |
| 1963/1964 | DDR-Bestenermittlung AK 10/11       | Damendoppel | Monika Thiere / Angelika Seifert (Aktivist Tröbitz) |
| 1965/1966 | DDR-Bestenermittlung AK 12/13       | Dameneinzel | Monika Thiere (Aktivist Tröbitz) |
| 1965/1966 | DDR-Bestenermittlung AK 12/13       | Damendoppel | Monika Thiere / Angelika Seifert (Aktivist Tröbitz) |
| 1966/1967 | DDR-Einzelmeisterschaft AK 16/17    | Dameneinzel | Monika Thiere (Aktivist Tröbitz) |
| 1966/1967 | DDR-Einzelmeisterschaft AK 16/17    | Mixed       | Roland Riese / Monika Thiere (Aktivist Tröbitz) |
| 1967/1968 | DDR-Mannschaftsmeisterschaft Jugend | Mannschaft  | Aktivist Tröbitz (Roland Riese, Bernd Bäcker, Werner Michael, Alfred Kraus, Monika Thiere, Angelika Seifert) |
| 1967/1968 | DDR-Einzelmeisterschaft AK 16/17    | Dameneinzel | Monika Thiere (Aktivist Tröbitz) |
| 1967/1968 | DDR-Einzelmeisterschaft AK 16/17    | Mixed       | Roland Riese / Monika Thiere (Aktivist Tröbitz) |
| 1968/1969 | DDR-Einzelmeisterschaft AK 16/17    | Dameneinzel | Monika Thiere (Aktivist Tröbitz) |
| 1968/1969 | DDR-Mannschaftsmeisterschaft        | Mannschaft  | Aktivist Tröbitz (Gottfried Seemann, Joachim Schimpke, Erich Wilde, Klaus-Peter Färber, Klaus Katzor, Roland Riese, Harry Deinert, Ruth Mertzig, Rita Gerschner, Annemarie Seemann, Angelika Seifert, Monika Thiere) |
| 1968/1969 | DDR-Einzelmeisterschaft AK 16/17    | Mixed       | Bernd Bäcker / Monika Thiere (Aktivist Tröbitz) |
| 1969/1970 | DDR-Mannschaftsmeisterschaft        | Mannschaft  | Aktivist Tröbitz (Gottfried Seemann, Joachim Schimpke, Erich Wilde, Klaus-Peter Färber, Roland Riese, Klaus Katzor, Rita Gerschner, Monika Thiere, Annemarie Seemann)                                                |
| 1969/1970 | DDR-Meisterschaft                   | Damendoppel | Rita Gerschner / Monika Thiere (Aktivist Tröbitz) |
| 1969/1970 | DDR-Meisterschaft                   | Dameneinzel | Monika Thiere (Aktivist Tröbitz) |
| 1970/1971 | DDR-Mannschaftsmeisterschaft        | Mannschaft  | Aktivist Tröbitz (Gottfried Seemann, Werner Michael, Joachim Schimpke, Erich Wilde, Harry Deinert, Klaus-Peter Färber, Roland Riese, Klaus Katzor, Angelika Seifert, Monika Thiere, Rita Gerschner)                  |
| 1970/1971 | DDR-Meisterschaft                   | Dameneinzel | Monika Thiere (Aktivist Tröbitz) |
| 1970/1971 | DDR-Meisterschaft                   | Damendoppel | Rita Gerschner / Monika Thiere (Aktivist Tröbitz) |
| 1971/1972 | DDR-Meisterschaft                   | Dameneinzel | Monika Thiere (Fortschritt Tröbitz) |
| 1971/1972 | DDR-Meisterschaft                   | Mixed       | Roland Riese / Monika Thiere (Fortschritt Tröbitz) |
| 1972/1973 | DDR-Meisterschaft                   | Dameneinzel | Monika Thiere (Fortschritt Tröbitz) |
| 1972/1973 | DDR-Meisterschaft                   | Damendoppel | Monika Thiere / Annemarie Richter (Fortschritt Tröbitz) |
| 1972/1973 | DDR-Meisterschaft                   | Mixed       | Roland Riese / Monika Thiere (Fortschritt Tröbitz) |
| 1973/1974 | DDR-Meisterschaft                   | Mixed       | Claus Cassens / Monika Thiere (SG Gittersee) |
| 1973/1974 | DDR-Meisterschaft                   | Dameneinzel | Monika Thiere (SG Gittersee) |
| 1973/1974 | DDR-Meisterschaft                   | Damendoppel | Monika Thiere / Jutta Tietze (SG Gittersee) |
| 1974/1975 | DDR-Meisterschaft                   | Dameneinzel | Monika Cassens (SG Gittersee) |
| 1975/1976 | DDR-Meisterschaft                   | Dameneinzel | Monika Cassens (SG Gittersee) |
| 1976/1977 | DDR-Meisterschaft                   | Dameneinzel | Monika Cassens (HSG Lok HfV Dresden) |
| 1977/1978 | DDR-Meisterschaft                   | Dameneinzel | Monika Cassens (HSG Lok HfV Dresden) |
| 1977/1978 | DDR-Meisterschaft                   | Damendoppel | Monika Cassens / Astrit Schreiber (HSG Lok HfV Dresden / Fortschritt Hohenstein-Ernstthal) |
| 1978/1979 | DDR-Meisterschaft                   | Mixed       | Edgar Michalowski / Monika Cassens (Einheit Greifswald / HSG Lok HfV Dresden) |
| 1978/1979 | DDR-Meisterschaft                   | Dameneinzel | Monika Cassens (HSG Lok HfV Dresden) |
| 1978/1979 | DDR-Meisterschaft                   | Damendoppel | Monika Cassens / Angela Michalowski (HSG Lok HfV Dresden / Einheit Greifswald) |
| 1979/1980 | DDR-Meisterschaft                   | Mixed       | Edgar Michalowski / Monika Cassens (Einheit Greifswald / HSG Lok HfV Dresden) |
| 1979/1980 | DDR-Meisterschaft                   | Dameneinzel | Monika Cassens (HSG Lok HfV Dresden) |
| 1979/1980 | DDR-Meisterschaft                   | Damendoppel | Monika Cassens / Angela Michalowski (HSG Lok HfV Dresden / Einheit Greifswald) |
| 1980/1981 | DDR-Meisterschaft                   | Damendoppel | Monika Cassens / Ilona Michalowsky (Lok HfV Dresden / Einheit Greifswald) |
| 1980/1981 | DDR-Meisterschaft                   | Mixed       | Edgar Michalowski / Monika Cassens (Einheit Greifswald / HSG Lok HfV Dresden) |
| 1980/1981 | DDR-Meisterschaft                   | Dameneinzel | Monika Cassens (HSG Lok HfV Dresden) |
| 1981/1982 | DDR-Meisterschaft                   | Mixed       | Edgar Michalowski / Monika Cassens (Einheit Greifswald / HSG Lok HfV Dresden) |
| 1981/1982 | DDR-Meisterschaft                   | Damendoppel | Monika Cassens / Ilona Michalowsky (HSG Lok HfV Dresden / Einheit Greifswald) |
| 1981/1982 | DDR-Meisterschaft                   | Dameneinzel | Monika Cassens (HSG Lok HfV Dresden) |
| 1982/1983 | DDR-Meisterschaft                   | Dameneinzel | Monika Cassens (HSG Lok HfV Dresden) |
| 1982/1983 | DDR-Meisterschaft                   | Damendoppel | Monika Cassens / Petra Michalowsky (HSG Lok HfV Dresden / Einheit Greifswald) |
| 1983/1984 | DDR-Meisterschaft                   | Damendoppel | Monika Cassens / Petra Michalowsky (HSG Lok HfV Dresden / Einheit Greifswald) |
| 1984/1985 | DDR-Meisterschaft                   | Dameneinzel | Monika Cassens (HSG Lok HfV Dresden) |
| 1984/1985 | DDR-Meisterschaft                   | Damendoppel | Monika Cassens / Petra Michalowsky (HSG Lok HfV Dresden / Einheit Greifswald) |
| 1986/1987 | DDR-Meisterschaft                   | Dameneinzel | Monika Cassens (HSG Lok HfV Dresden) |
| 1986/1987 | DDR-Meisterschaft                   | Damendoppel | Monika Cassens / Petra Michalowsky (HSG Lok HfV Dresden / Einheit Greifswald) |
| 1986/1987 | DDR-Meisterschaft                   | Mixed       | Thomas Mundt / Monika Cassens (Einheit Greifswald / HSG Lok HfV Dresden) |
| 1987/1988 | DDR-Meisterschaft                   | Dameneinzel | Monika Cassens (HSG Lok HfV Dresden) |
| 1987/1988 | DDR-Meisterschaft                   | Mixed       | Thomas Mundt / Monika Cassens (Einheit Greifswald / HSG Lok HfV Dresden) |
| 1987/1988 | DDR-Meisterschaft                   | Damendoppel | Monika Cassens / Petra Michalowsky (Lok HfV Dresden / Einheit Greifswald) |
| 1988/1989 | DDR-Meisterschaft                   | Damendoppel | Monika Cassens / Petra Michalowsky (Lok HfV Dresden / Einheit Greifswald) |
| 1989/1990 | DDR-Meisterschaft                   | Damendoppel | Monika Cassens / Petra Michalowsky (Lok HfV Dresden / Einheit Greifswald) |